# Oleksandra Matvijčuk
Oleksandra Vjačeslavyvna Matvijčuk (* 8. října 1983, Bojarka, Kyjevská oblast) je ukrajinská právnička zabývající se lidskými právy a vedoucí představitelka občanské společnosti působící v Kyjevě. Stojí v čele neziskové organizace Center for Civil Liberties, která roku 2022 obdržela Nobelovu cenu za mír. Matvijčuk je bojovnicí za demokratické reformy ve své zemi a v regionu OBSE, Je členkou řídícího výboru World Movement for Democracy a od října 2022 je viceprezidentkou Mezinárodní federace pro lidská práva (FIDH).

## Život
Oleksandra Matvijčuk vystudovala Právnickou fakultu Kyjevské národní univerzity Tarase Ševčenka a roku 2007 získala titul Doktor práv. Roku 2017 ji Stanford University jako první ženu vybrala do programu Ukrainian Emerging Leaders.
Matvijčuková začala pracovat pro neziskovou organizaci Center for Civil Liberties v roce 2007, kdy byla založena. V roce 2012 se Matvijčuková stala členkou poradního sboru při zmocněnci pro lidská práva ukrajinského národního parlamentu (Nejvyšší rady).
Po násilném potlačení pokojných demonstrací na kyjevském náměstí Nezávislosti 30. listopadu 2013 koordinovala občanskou iniciativu Euromajdan SOS. Účelem Euromajdan SOS bylo poskytovat právní pomoc obětem Euromajdanu v Kyjevě a dalších ukrajinských městech a také shromažďovat a analyzovat informace na ochranu protestujících a poskytovat průběžné hodnocení situace. Iniciativa zdokumentovala množství případů bití, týrání, ilegálního zadržení a usmrcení civilistů, které předala Mezinárodnímu trestnímu tribunálu.
Matvijčuk od té doby vedla řadu mezinárodních mobilizačních kampaní za propuštění vězňů svědomí, jako například kampaň #letmypeoplego nebo celosvětovou akci #SaveOlegSentsov za propuštění nezákonně vězněných lidí v Rusku a na okupovaném Krymu a Donbasu.
Je autorkou řady zpráv pro různé orgány OSN, Radu Evropy, Evropskou unii, OBSE a několika podání Mezinárodnímu trestnímu soudu v Haagu. Roku 2016 obdržela Democracy Defender Award.
Dne 4. června 2021 byla Matvijčuková nominována do Výboru OSN proti mučení a zapsala se do historie jako první ukrajinská kandidátka do tohoto smluvního orgánu OSN (Komise OSN pro lidská práva). Kandidovala na platformě omezení násilí na ženách v konfliktech.
V období mezi Revolucí důstojnosti roku 2014 a rokem 2022 se zaměřila na dokumentaci válečných zločinů během války v Donbasu. Při setkání s tehdejším viceprezidentem Spojených států Joem Bidenem v roce 2014 žádala o větší zbraňovou podporu, která by pomohla ukončit válku.

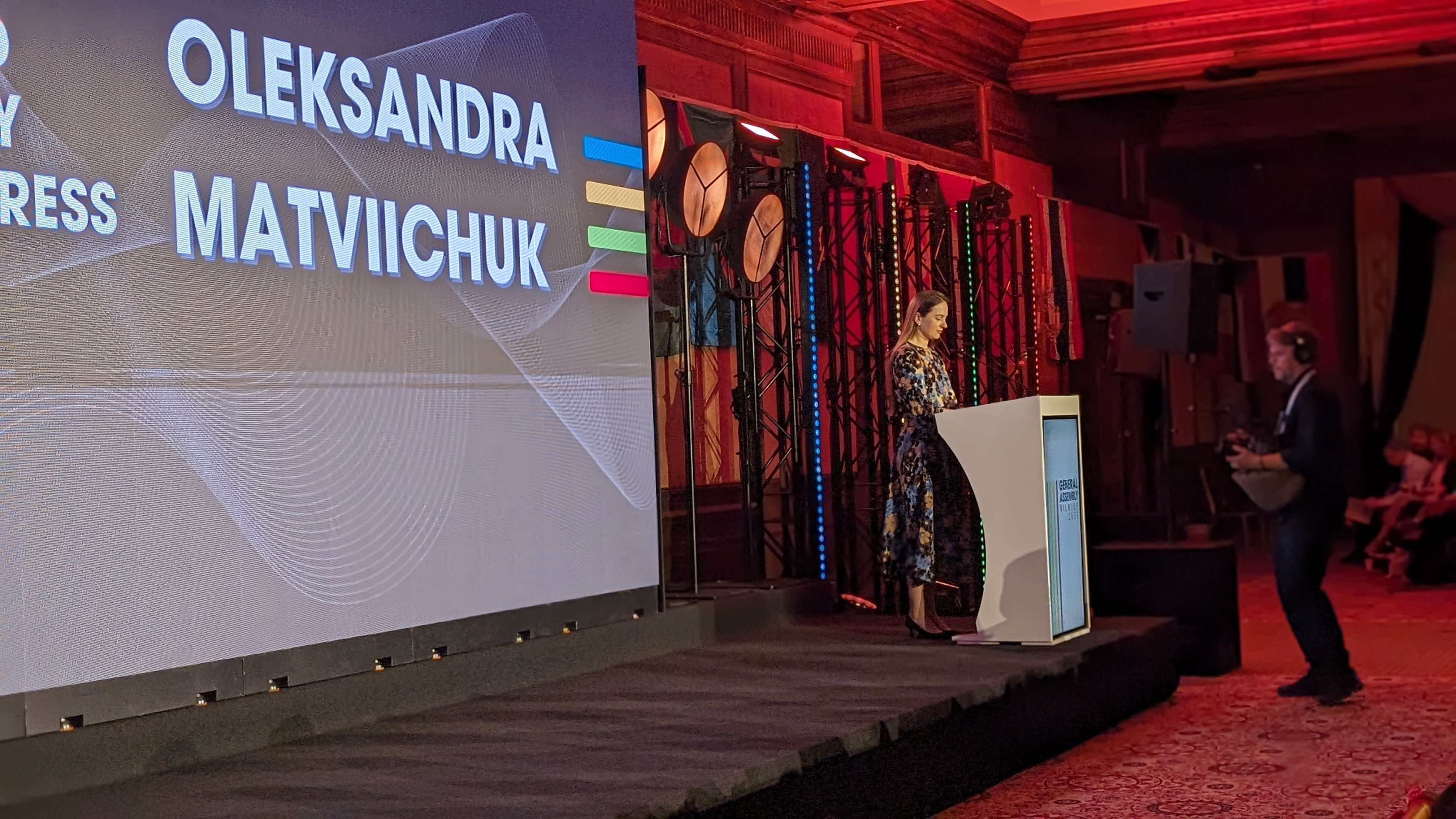

Po ruské invazi na Ukrajinu v roce 2022 Matvijčuková vystupovala v řadě mezinárodních médií, kde zastupovala ukrajinskou občanskou společnost, zejména v souvislosti s otázkami, které se týkaly vnitřních vysídlenců, a v otázce válečných zločinů, jakož i dalších otázek lidských práv. Podle Foreign Policy se kvůli velkému množství dokumentovaných ruských zločinů spáchaných na Ukrajině (v té době 15 000), které nezvládne žádný civilní soud, zasazovala o vytvoření zvláštního "hybridního soudu", který by vyšetřoval otázky válečných zločinů a porušování lidských práv. Matvijčuková vyzvala k tomu, aby byli Vladimir Putin a ruští vojáci souzeni "zvláštním tribunálem pro ruskou invazi na Ukrajinu", a uvedla, že by to mohlo mít ochlazující účinek na "brutalitu porušování lidských práv, které ruská vojska páchají".

### Ocenění a vyznamenání
V roce 2007 byla Oleksandře Matvijčukové udělena cena Vasyla Stuse za "vynikající výsledky v této oblasti, jasný občanský postoj a aktivní přítomnost v ukrajinském kulturním prostoru". Je nejmladší laureátkou v historii tohoto ocenění.
V roce 2015 se Matvijčuková jako předsedkyně Center for Civil Liberties stala laureátkou norské "Lindebrækkeho ceny za demokracii a lidská práva". Předseda poroty a bývalý ministr zahraničních věcí Norska Jan Petersen jejich výběr zdůvodnil: "Je důležité podpořit a ocenit ty, kteří se podíleli na ukrajinském demokratickém hnutí. Těch, kteří pracovali dnem i nocí a zasazovali se o demokratický vývoj na Ukrajině - a později vyšetřovali zločiny, k nimž došlo na Majdanu. Letošní laureátka Ceny Sjura Lindebrækkeho za lidská práva demokracie je takovým hlasem."
24. února 2016 ocenilo 16 delegací při OBSE Matvijčukovou svou první cenou "Obránce demokracie" za "výjimečný přínos k prosazování demokracie a lidských práv" a Velvyslanectví USA na Ukrajině pak Matvijčukovou ocenilo jako Ukrajinskou ženu odvahy 2017 za "její stálé a odvážné nasazení při obraně práv ukrajinského lidu".
V září 2022 se Matvijčuková a Center for Civil Liberties, který Matvijčuková vede, dostaly mezi laureáty ceny Right Livelihood Award za práci s ukrajinskými demokratickými institucemi a prosazování odpovědnosti za válečné zločiny. V prosinci téhož roku ji BBC ocenila jako jednu ze 100 inspirujících a vlivných žen roku 2022. List Financial Times ji zařadil mezi 25 nejvlivnějších žen světa. Center for Civil Liberties dokumentoval do roku 2022 celkem 27 000 válečných zločinů spáchaných Ruskem na Ukrajině. Roku 2022 obdržela Matvijčuková také cenu Hillary Rodham Clinton.
Center for Civil Liberties získalo v roce 2022 Nobelovu cenu za mír společně s Alesem Bjaljackým a ruskou organizací Memorial. Jednalo se o první Nobelovu cenu udělenou ukrajinskému občanovi nebo organizaci.
Dne 16. února 2023 jí byl udělen čestný doktorát Université catholique de Louvain.

### Spoluautorka
- Sergiy Zayets, Oleksandra Matviichuk, Tetyana Pechonchyk, Dariya Svyrydova, Olga Skrypnyk, "The Fear Peninsula: Chronicles of Occupation and Violation of Human Rights in Crimea",2015
- "The Price of Freedom" - Summary of the public report of human rights organizations on crimes against humanity committed during the period of Euromaidan.[27]
- "28 Kremlin Hostages" - Main violations and prospects for release, report Open Dialogue Foundation[28]